# Mandahosur - (D), Sindhnur
Mandahosur - (D) là một làng thuộc tehsil Sindhnur, huyện Raichur, bang Karnataka, Ấn Độ.